# Геміаміналі
Геміаміналі (рос. гемиаминали, англ. hemiaminals) — α-Аміноспирти (аддукти аміаку, первинних або вторинних амінів з карбонільною групою альдегідів або кетонів): R2C(OH)(NR2).
Хімічні сполуки зі структурою R2C(OR’)(NR2) (R’ ≠H) — геміамінальні етери або α-аміноетери.